# ماهر يونس
ماهر عبد الكريم يونس ولد في (9 كانون الثاني/ يناير عام 1958) هو أسير فلسطيني سابق من عرب 48 ثاني أقدم أسير في العالم.

## حياته
ولد ماهر في قرية عرعرة الواقعة في وادي عارة في المثلث الشمالي في 9 كانون الثاني/ يناير عام 1958 وتعلّم المرحلة الابتدائية في مدارس قريته ثم التحق بمدرسة الخضيرة الزراعية، ووالده أسير سابق أمضى 8 سنوات في السجون الإسرائيلية

## الأسر
اعتقل في 18 كانون الثاني/ يناير عام 1983 أثناء تحضيره لزفافه، ووجهت له النيابة الإسرائيلية مع أبناء عمومته كريم يونس وسامي يونس تهمة الانتساب لمنظمة فتح، وحيازة أسلحة، وقتل جندي إسرائيلي. حكم عليهم في البداية بالإعدام شنقًا بتهمة "خيانة المواطنة" كونهم من عرب 48 الباقين في فلسطين بعد النكبة ممن فرضت عليهم الجنسية الإسرائيلية، ولكن المحكمة خففت العقوبة إلى مؤبد وحددته عام 2012 بـ40 عامًا.
حُرم الأسير ماهر يونس من الزواج وتأسيس العائلة وحُرم من رؤية أقاربه من الدرجة الثانية وكذلك أبناء وبنات شقيقاته، ورفضت المحكمة العليا الإسرائيلية طلب رؤيته لوالده وتوديعه وهو يحتضر عام 2008.

## الإفراج عنه
أفرج عنه الأسير ماهر يونس يوم الخميس 19 كانون الثاني/ يناير عام 2023 بعد ما أمضى محكوميته 40 عامًا في السجون الإسرائيلية، وسط تعزيزات شرطية مكثفة لمنع الأحتفال ورفع علم فلسطين بتوصية من وزير الأمن القومي الإسرائيلي إيتمار بن غفير.